# Arcidiocesi di Zagabria

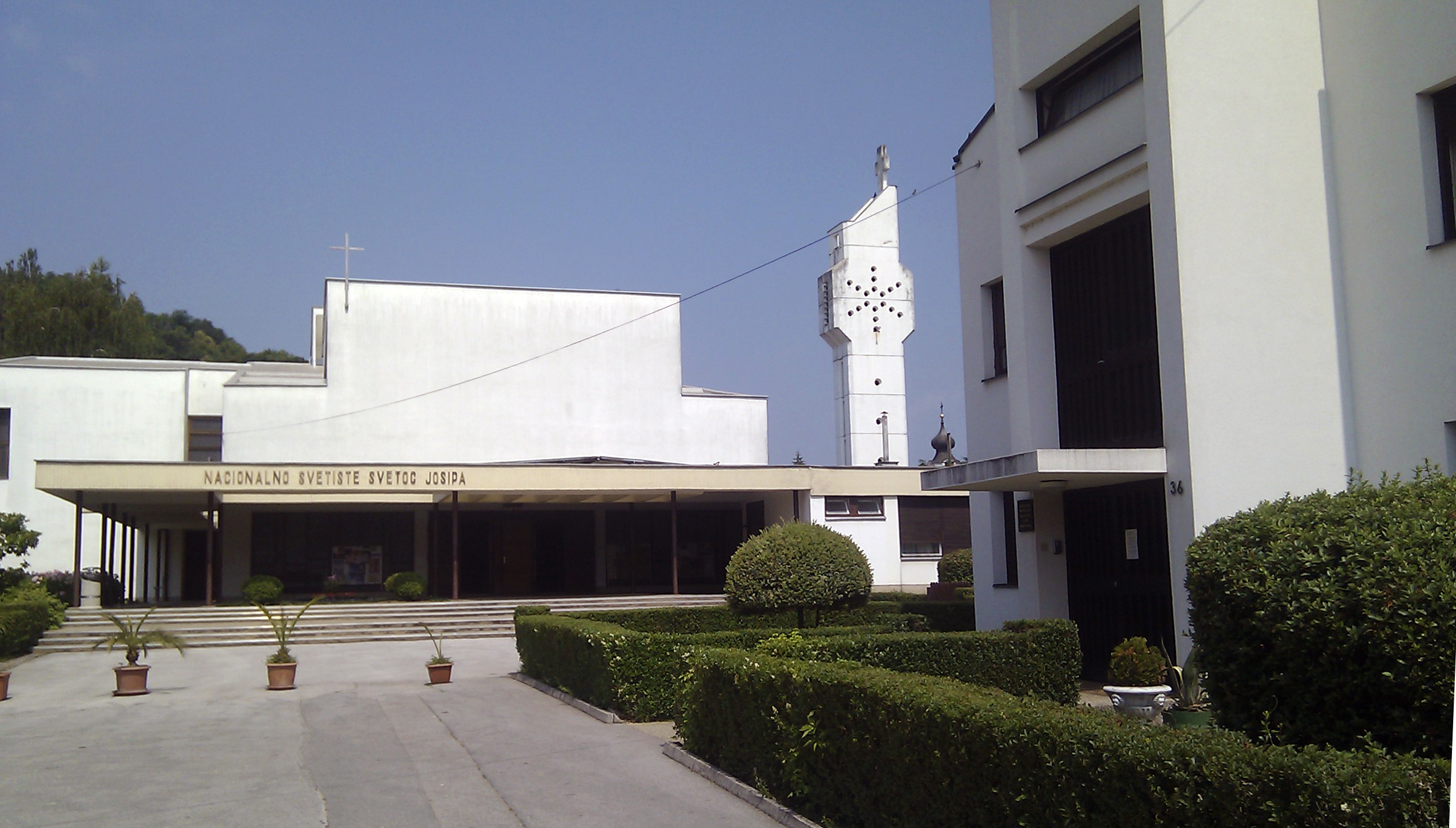
Il santuario nazionale di San Giuseppe a Karlovac.

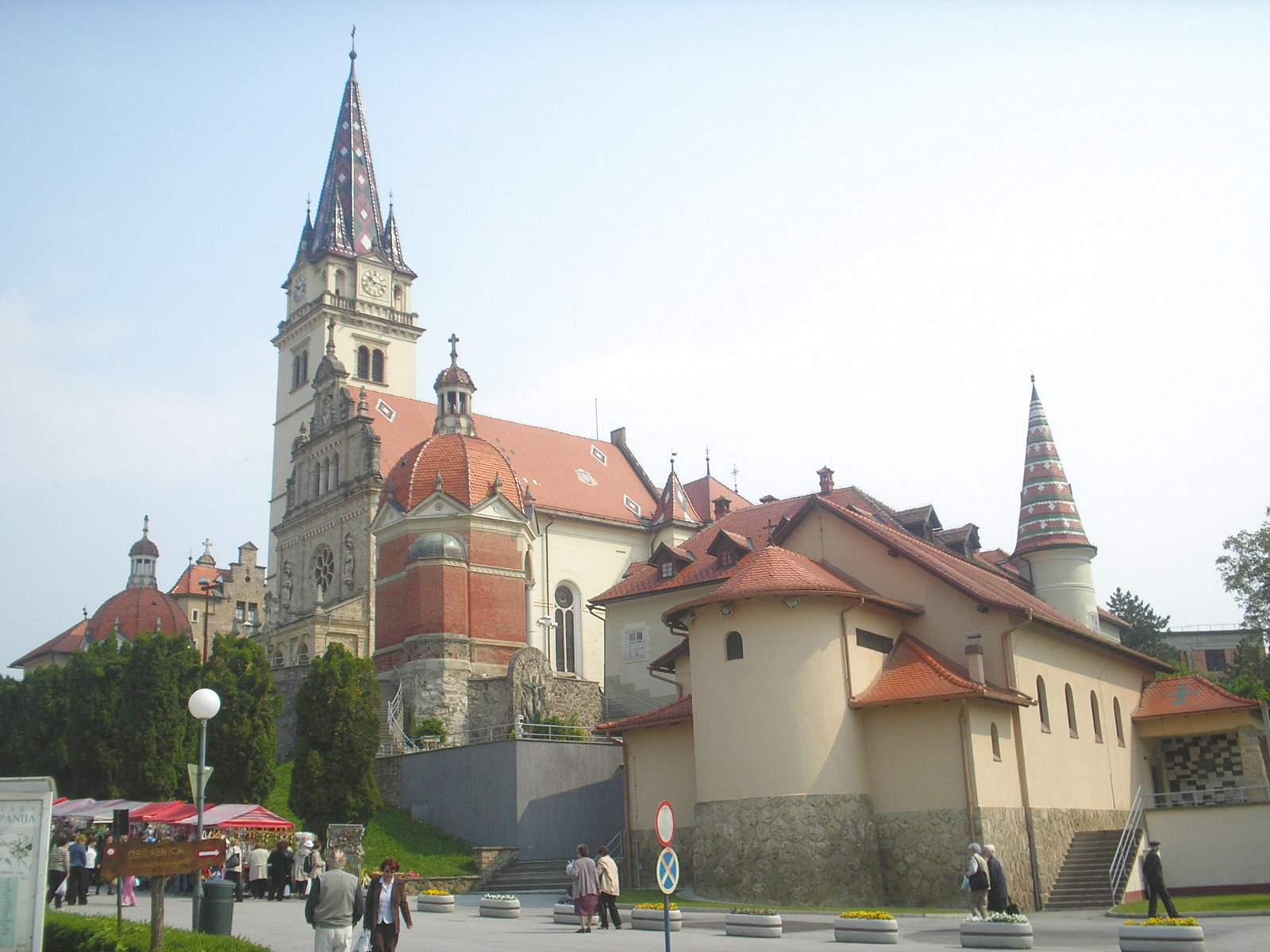
La basilica minore di Nostra Signora di Bistrica.

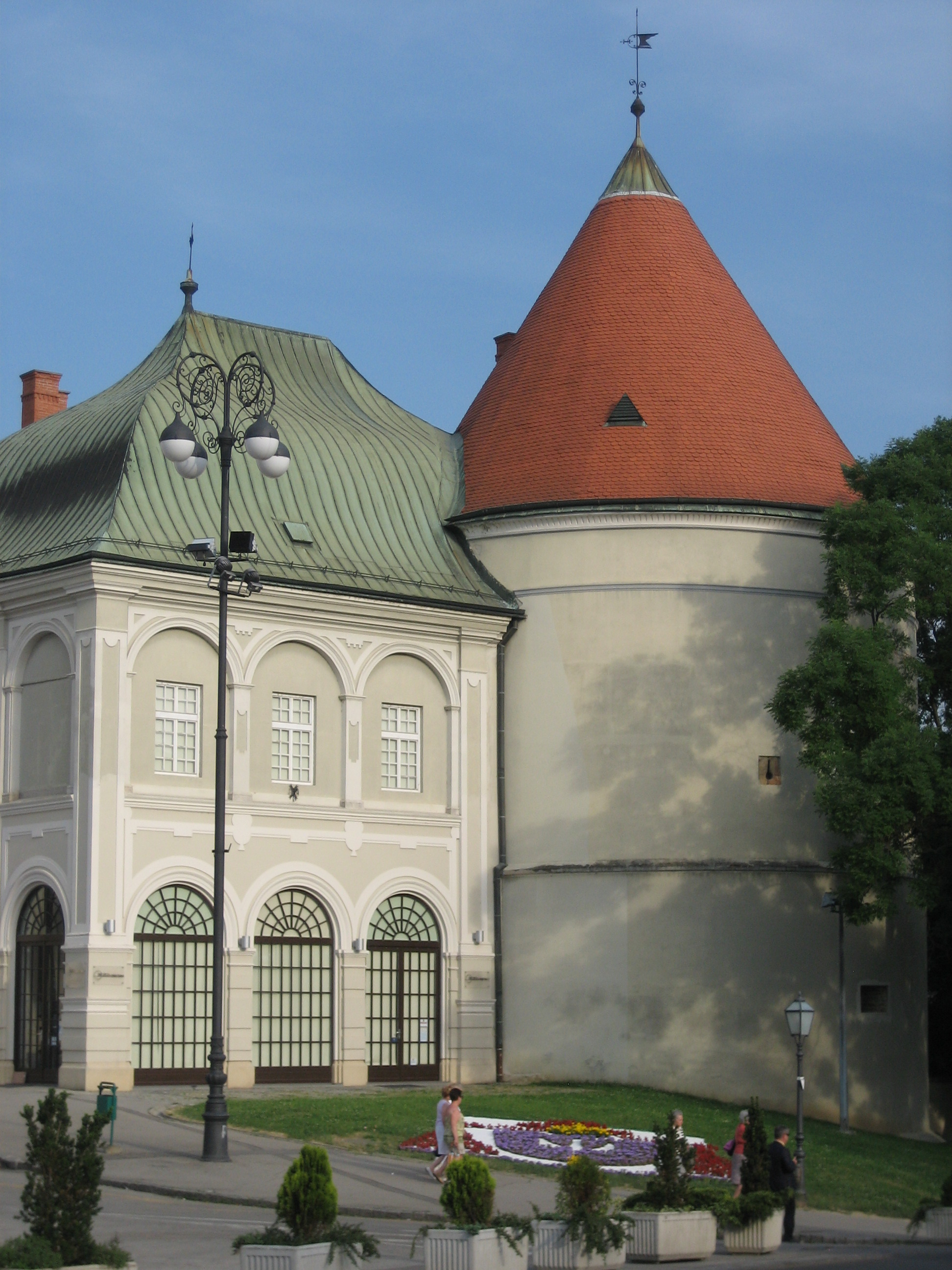
L'arcivescovado.

L'arcidiocesi di Zagabria (in latino Archidioecesis Zagrebiensis) è una sede metropolitana della Chiesa cattolica in Croazia. Nel 2023 contava 980.000 battezzati su 1.172.506 abitanti. È retta dall'arcivescovo Dražen Kutleša.

## Territorio
L'arcidiocesi comprende la città di Zagabria, per intero la regione di Krapina e dello Zagorje e in parte le regioni di Karlovac e di Zagabria.
Sede arcivescovile è la città di Zagabria, dove si trova la cattedrale dell'Assunzione di Maria e dei Santi Stefano e Ladislao. Nel territorio sorgono due basiliche minori: Nostra Signora a Marija Bistrica, e il Sacro Cuore di Gesù a Zagabria. A Karlovac si trova il santuario nazionale di San Giuseppe.
Il territorio si estende su 4.246 km² ed è suddiviso in 205 parrocchie, raggruppate in 21 decanati.

## Storia
La diocesi di Zagabria fu eretta nel 1093 sul territorio dell'antica diocesi di Siscia (Sisak), che era stata eretta nel III secolo e abbandonata nel VII secolo. Un precedente tentativo di ristabilire la diocesi era stato fatto nel 925 al Sinodo di Spalato. L'erezione della diocesi si deve ad un'iniziativa del re Ladislao I, che era alleato dell'antipapa Clemente III. Il dissidio con la Santa Sede che ne scaturì, sarà risolto solo nel 1227 da papa Gregorio IX.
Originariamente la diocesi di Zagabria era suffraganea di Esztergom, ma dal 1180 divenne suffraganea di Kalocsa. Come tale la diocesi adottava il rito strigoniense. Nel 1511 fu stampato un Missale Zagrabiense, derivato dal Missale Strigoniense del 1484, che rimase in uso fino al 1788, quando il Missale Strigoniense era già caduto in disuso da 150 anni.
Il 17 giugno 1777 cedette una porzione del suo territorio a vantaggio dell'erezione della diocesi di Szombathely.
Per molti secoli i vescovi di Zagabria tentarono di sottrarsi alla dipendenza dalla Chiesa ungherese. A questo desiderio diede compimento papa Pio IX con la bolla Ubi primum placuit dell'11 dicembre 1852, che ha elevato la sede di Zagabria al rango di arcidiocesi metropolitana.
Il 5 luglio 1997 ha ceduto altre porzioni del suo territorio a vantaggio dell'erezione delle diocesi di Požega e di Varaždin.
Il 5 dicembre 2009 ha ceduto ulteriori porzioni di territorio a vantaggio dell'erezione delle diocesi di Bjelovar-Križevci e di Sisak.

## Cronotassi dei vescovi
Si omettono i periodi di sede vacante non superiori ai 2 anni o non storicamente accertati.
- Duh von Hahót † (1093 - ?)
- Bartolomej † (1098 - 1102)
- Sigismund † (1102)
- Manases † (1103 - 1113)
- Francika † (1116 - 1131 nominato vescovo di Kalocsa e Bács)
- Macilin † (1131 - circa 1142 dimesso)
- Verblen † (1142 - 1155)
- Gotšald † (1156 - 1161)
- Bernald von Catalaunia † (1162 - 1170 o 1172)
- Prodan † (1170 o 1172 - 5 maggio 1175 o 1185 deceduto)
- Ugrin † (1175 o 1185 - 1188)
- Dominik † (1190 - 1206 deceduto)
- Gothard † (1206 - 1214)
- Stjepan I † (1215 - 1225)
- Stjepan Babonić † (1225 - 10 luglio 1247 deceduto)[5]
- Fülöp Szentgróti † (1º ottobre 1248 - 11 febbraio 1262 nominato arcivescovo di Esztergom)
  - Farkazij † (1263) (vescovo eletto)
- Timotej † (24 settembre 1263 - 4 aprile 1287 deceduto)
- Anton I † (circa maggio 1287 - 4 novembre 1287 deceduto)
- Iwan I † (1288 - 13 ottobre 1295 deceduto)
- Mihály Bői † (1295 - 4 novembre 1303 nominato arcivescovo di Esztergom)
- Beato Augustin Kažotić, O.P. † (9 dicembre 1303 - 21 agosto 1322 nominato vescovo di Lucera)
- Giacomo de Corvo, O.P. † (21 agosto 1322 - 13 marzo 1326 nominato vescovo di Quimper)
- Ladislav von Kabola † (13 marzo 1326 - 24 marzo 1343 nominato arcivescovo di Kalocsa e Bács)
- Giacomo da Piacenza † (24 marzo 1343 - 1348)
- Dionizije Lacković † (1349 - 11 gennaio 1350 nominato arcivescovo di Kalocsa e Bács)
- Miklós Keszei † (11 gennaio 1350 - 4 agosto 1356 nominato arcivescovo di Kalocsa e Bács)
- Stjepan Kaniški † (4 agosto 1356 - circa 1375 deceduto)
- Dömötör Vaskúti † (23 gennaio 1376 - 1379 nominato arcivescovo di Esztergom)
- Pavao von Horvata † (2 settembre 1379 - 1386 deposto)
- Ivan Smilo Bohemus † (4 giugno 1386 - 1394)
- Ivan Šipuški † (2 gennaio 1395 - 1397 dimesso)
- Eberhard Alben † (16 luglio 1397 - aprile 1406 nominato vescovo di Gran Varadino)
- Andrea Scolari † (aprile 1406 - 11 agosto 1410 nominato vescovo di Gran Varadino)
- Eberhard Alben † (11 agosto 1410 - 1419 o 1420 deceduto) (per la seconda volta)
- Johannes Albeni (Ivan Alben)† (26 febbraio 1421 - 1433 deceduto)
  - Sede vacante (1433-1438)
  - Abel Kristoforov † (5 maggio 1438 - 1440 dimesso) (amministratore apostolico)
- Benedikt de Zolio † (29 luglio 1440 - 13 febbraio 1447 nominato vescovo di Tenin)
- Demetrij Čupor Moslavački † (13 febbraio 1447 - 18 luglio 1453 nominato vescovo di Tenin)
- Benedikt de Zolio † (18 luglio 1453 - 1454 deceduto) (per la seconda volta)
- Toma de Debrenthe (Tamás Debrenthey) † (11 ottobre 1454 - 13 gennaio 1463 nominato vescovo di Nitra)
- Demetrij Čupor Moslavački † (14 giugno 1465 - 14 aprile 1466 nominato vescovo di Győr) (per la seconda volta)
- Osvald Thuz † (17 aprile 1466 - dopo il 15 aprile 1499 deceduto)
- Luka Baratin de Segedino † (24 luglio 1500 - 22 settembre 1510 deceduto)
  - Ivan Bakač Erdödy † (9 maggio 1511 - 1519 dimesso) (vescovo eletto)[6]
- Šimun Erdödy † (23 marzo 1519 - 2 giugno 1543 deceduto)
- Nikolaus Olaho (Nikola Olah) † (1543 - 4 luglio 1550 nominato vescovo di Eger)[7]
  - Wolfang Vuk de Gyula ? † (1548 - 1550)
- Pavao Gregorijanec † (4 luglio 1550 - 3 agosto 1554 nominato vescovo di Győr)
  - Sede vacante (1554-1560)
- Matija Bruman † (17 luglio 1560[8] - 18 agosto 1563 deceduto)
- Juraj Drašković von Trakošćan † (22 marzo 1564 - 27 ottobre 1578 nominato vescovo di Győr)
- Ivan Kranjčić Moslavački † (29 ottobre 1578 - 3 novembre 1584 deceduto)
- Petar Herešinec † (8 marzo 1585 - 26 ottobre 1587 nominato vescovo di Győr)
- Gašpar Stankovački † (20 marzo 1589 - 1596 deceduto)
  - Sede vacante (1596-1600)
- Miklós Zelniczey Naprady † (15 dicembre 1600 - 24 dicembre 1602 deceduto)
- Šimun Bratulić, O.S.P.P.E. † (13 settembre 1603 - 1611 deceduto)
- Petar Domitrović † (15 luglio 1613 - 17 giugno 1628 deceduto)
- Franjo Ergelski Hasanović † (17 dicembre 1629 - 11 aprile 1637 deceduto)
- Benedikt Vinković † (28 aprile 1642 - 2 dicembre 1642 deceduto)
- Martin Bogdan † (3 agosto 1643 - 10 dicembre 1647 deceduto)
- Petar Petretić † (1º febbraio 1649 - 3 agosto 1667 nominato arcivescovo di Kalocsa e Bács)
- Martin Borković, O.S.P.P.E. † (11 giugno 1668 - 31 ottobre 1687[9] deceduto)
- Aleksandar Ignacije Mikulić Brokunovečki † (11 ottobre 1688 - 11 maggio 1694 deceduto)
- Stjepan Seliščević † (10 gennaio 1695 - 1º aprile 1703 deceduto)
- Martin Brajković † (14 gennaio 1704 - 4 giugno 1708 deceduto)
- Imre Esterházy, O.S.P.P.E. † (9 settembre 1709 - 17 marzo 1727[10] nominato arcivescovo di Esztergom)
- Juraj Branjug † (26 novembre 1727 - 28 aprile 1748 deceduto)
- František Xaver Klobušický † (2 dicembre 1748 - 20 dicembre 1751 nominato arcivescovo di Kalocsa e Bács)
- Franjo Thauszy † (24 gennaio 1752 - 11 gennaio 1769 deceduto)
- Ivan Krstitelj Paxy † (10 settembre 1770 - 20 dicembre 1771 deceduto)
- Josip Galjuf (Galyuff)† (14 dicembre 1772 - 3 o 5 febbraio 1786 deceduto)
- Maksimilijan Vrhovac † (10 marzo 1788 - 16 dicembre 1827 deceduto)
  - Sede vacante (1827-1830)
- Aleksandar Alagović † (15 marzo 1830 - 18 marzo 1837 deceduto)
- Juraj Haulík de Várallya † (2 ottobre 1837 - 11 maggio 1869 deceduto)
- Josip Mihalović † (27 giugno 1870 - 19 febbraio 1891 deceduto)
  - Sede vacante (1891-1894)
- Juraj Posilović † (18 maggio 1894 - 26 aprile 1914 deceduto)
- Anton Bauer † (26 aprile 1914 succeduto - 7 dicembre 1937 deceduto)
- Beato Alojzije Viktor Stepinac † (7 dicembre 1937 succeduto - 10 febbraio 1960 deceduto)
- Franjo Šeper † (10 febbraio 1960 succeduto - 20 agosto 1969 dimesso)
- Franjo Kuharić † (16 giugno 1970 - 5 luglio 1997 ritirato)
- Josip Bozanić (5 luglio 1997 - 15 aprile 2023 dimesso)
- Dražen Kutleša, succeduto il 15 aprile 2023

## Statistiche
L'arcidiocesi nel 2023 su una popolazione di 1.172.506 persone contava 980.000 battezzati, corrispondenti all'83,6% del totale.
| anno | popolazione | popolazione | popolazione | presbiteri | presbiteri | presbiteri | presbiteri                | diaconi | religiosi | religiosi | parrocchie |
| anno | battezzati  | totale      | %           | numero     | secolari   | regolari   | battezzati per presbitero | diaconi | uomini    | donne     | parrocchie |
| ---- | ----------- | ----------- | ----------- | ---------- | ---------- | ---------- | ------------------------- | ------- | --------- | --------- | ---------- |
| 1950 | 1.900.000   | 2.353.000   | 80,7        | 817        | 612        | 205        | 2.325                     |         | 359       | 1.298     | 385        |
| 1970 | 1.900.000   | 2.300.000   | 82,6        | 755        | 494        | 261        | 2.516                     |         | 540       | 1.642     | 414        |
| 1980 | 2.000.000   | 2.350.000   | 85,1        | 883        | 597        | 286        | 2.265                     |         | 435       | 1.572     | 459        |
| 1990 | 1.819.550   | 2.194.000   | 82,9        | 854        | 551        | 303        | 2.130                     |         | 503       | 1.475     | 489        |
| 1999 | 1.381.336   | 1.670.432   | 82,7        | 646        | 382        | 264        | 2.138                     |         | 421       | 1.503     | 294        |
| 2000 | 1.381.982   | 1.671.324   | 82,7        | 661        | 380        | 281        | 2.090                     |         | 108       | 1.374     | 296        |
| 2001 | 1.380.298   | 1.670.243   | 82,6        | 653        | 372        | 281        | 2.113                     |         | 398       | 1.337     | 298        |
| 2002 | 1.365.985   | 1.639.432   | 83,3        | 667        | 378        | 289        | 2.047                     |         | 398       | 1.366     | 307        |
| 2003 | 1.456.214   | 1.645.123   | 88,5        | 699        | 413        | 286        | 2.083                     |         | 384       | 1.305     | 310        |
| 2004 | 1.455.983   | 1.644.956   | 88,5        | 722        | 394        | 328        | 2.016                     |         | 419       | 1.317     | 312        |
| 2010 | 1.101.900   | 1.237.650   | 89,0        | 568        | 304        | 264        | 1.939                     | 7       | 518       | 1.067     | 203        |
| 2014 | 1.081.539   | 1.239.708   | 87,2        | 570        | 326        | 244        | 1.897                     | 15      | 391       | 1.129     | 206        |
| 2017 | 1.002.923   | 1.211.298   | 82,8        | 579        | 331        | 239        | 1.759                     | 15      | 412       | 1.036     | 205        |
| 2020 | 999.899     | 1.195.000   | 83,7        | 579        | 333        | 246        | 1.726                     | 14      | 386       | 908       | 205        |
| 2022 | 1.000.162   | 1.191.875   | 83,9        | 556        | 321        | 235        | 1.798                     | 14      | 367       | 854       | 205        |
| 2023 | 980.000     | 1.172.506   | 83,6        | 556        | 328        | 228        | 1.762                     | 14      | 336       | 852       | 205        |

## Istituti religiosi

### Istituti religiosi maschili
Alla fine del 2012 contavano case in diocesi i seguenti istituti religiosi maschili:
- Sacerdoti del Sacro Cuore di Gesù
- Compagnia di Gesù
- Compagnia di Maria
- Congregazione della missione
- Missionari del Preziosissimo Sangue
- Monaci di San Paolo primo eremita
- Ordine dei frati minori
- Ordine dei frati minori cappuccini

- Ordine dei frati minori conventuali
- Ordine dei frati predicatori
- Ordine della Beata Vergine del Monte Carmelo
- Piccoli fratelli di Gesù
- Società del Verbo Divino
- Società dell'apostolato cattolico
- Società salesiana di San Giovanni Bosco
- Terzo ordine regolare di San Francesco

### Istituti religiosi femminili
Alla fine del 2012 contavano case in diocesi i seguenti istituti religiosi femminili:
- Ancelle del Bambin Gesù
- Ancelle della Beata Vergine Maria Immacolata
- Ancelle della carità
- Ancelle di Cristo
- Carmelitane scalze
- Clarisse
- Comunità Loyola
- Domenicane
- Figlie della carità di San Vincenzo de' Paoli
- Figlie della Divina Carità
- Figlie della misericordia francescane
- Figlie di Maria Ausiliatrice
- Fraternità delle piccole sorelle di Gesù
- Missionarie della carità
- Ordine della Visitazione di Santa Maria
- Orsoline dell'unione romana

- Suore adoratrici del Sangue di Cristo
- Suore carmelitane del Divin Cuore di Gesù
- Suore del Sacro Cuore di Gesù, di Fiume
- Suore dell'Ordine di San Basilio Magno
- Suore della Regina del Mondo
- Suore di carità della Santa Croce
- Suore di Carità di San Vincenzo de' Paoli
- Suore di Gesù misericordioso
- Suore di Maria della Medaglia Miracolosa
- Suore di Nostra Signora, di Zagabria
- Suore francescane dell'Immacolata, di Sebenico
- Suore francescane dell'Immacolata Concezione, di Graz
- Suore francescane dell'Immacolata Concezione, di Ragusa
- Suore francescane missionarie di Assisi
- Suore scolastiche francescane di Cristo Re